# 卡塔尼亞廣域市

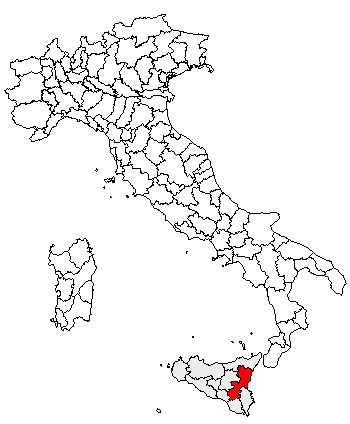

卡塔尼亞廣域市（義大利語：Città metropolitana di Catania）是意大利西西里大区的一個廣域市。面積3,552平方公里，2005年人口1,073,881人。它取代了卡塔尼亚省，首府卡塔尼亞。
下分58市鎮。